# Wohnhaus Am Dorfbrunnen 13
Das Wohnhaus Am Dorfbrunnen 13 an der Weser im niedersächsischen Nordenham-Tettens im Landkreis Wesermarsch stammt wohl aus dem frühen 18. Jahrhundert.

Aktuell (2024) wird es als Wohnhaus genutzt.
Das Gebäude steht unter Denkmalschutz (siehe auch Liste der Baudenkmale in Nordenham).

## Geschichte
Das Dorf Tettens wurde im 18. Jahrhundert geprägt durch seine Lotsen- und Anlieferungsdienste für die auf Reede liegenden Schiffe und Kähne in der Weser. Auch zweifelhafte Personen sollen hier ihre Dienste als abenteuerliche Schiffer angeboten haben. Deshalb bildeten 1763 sechs „ehrbare“ Lotsen mit anderen eine „privilegierte“ Lotsengemeinschaft, die von der herzoglichen Kammer in Oldenburg anerkannt wurde.

## Beschreibung
Das eingeschossige verputzte niedrige giebelständige Gebäude mit reetgedecktem Krüppelwalmdach und Niedersachsengiebel sowie Ladeluke über dem mittigen Eingang wurde 1730 gebaut. Hier sollen früher auch Lotsen gewohnt haben. Nachdem das Haus zur Ruine verfallen war, wurde es 1996 rekonstruiert. Eine Mauer aus Findlingen grenzt das Grundstück zur Straße ab.
Das Landesdenkmalamt befand zur Bedeutung: „geschichtlich, städtebaulich“.